# 헤르베르트 자이페르트
헤르베르트 카를 요하네스 자이페르트(독일어: Herbert Karl Johannes Seifert IPA: [ˈhɛʁbɛʁt  kaʁl joˈhanəs ˈzaɪ̯fɐt], 1907년 5월 27일 ~ 1996년 10월 1일)는 독일의 수학자이다. 위상수학에 기여하였다.

## 생애
1907년 독일 작센주 괴를리츠(독일어: Görlitz)의 작은 마을인 베른슈타트아우프뎀아이겐(독일어: Bernstadt auf dem Eigen)에서 태어났으며, 어려서 작센주 바우첸(독일어: Bautzen)으로 이사하였다.
1926년에 드레스덴 공과대학교에 입학하였다. 1928년 ~ 1929년에는 괴팅겐 대학교에서 파벨 알렉산드로프와 하인츠 호프를 방문하였다. 1930년에 박사 학위를 수여받았다. 이후 라이프치히 대학교로 자리를 옮겨 두 번째 박사 학위를 수여받았다. 라이프치히 대학교 박사 학위 논문에서 자이페르트 올공간의 개념을 도입하였다.
1935년에 하이델베르크 대학교에서 나치당의 반유대주의로 강제 해임된 유대인 교수의 자리를 채우게 됐다. 제2차 세계 대전 동안에는 루프트바페 산하의 기체 공학 연구소(독일어: Institut für Gasdynamik)에 자원하여 일하였다.
전후에도 자이페르트는 하이델베르크 대학교 교수직을 유지하였다. 1948년 ~ 1949년에는 미국 프린스턴 고등연구소를 방문하였다. 귀국한 뒤 1949년 9월 13일에 카타리나 코른(독일어: Katharina Korn)과 결혼하였다. 1975년에 은퇴했고 1996년 10월 1일 하이델베르크에서 사망하였다.

## 저서
- Seifert, Herbert; Threlfall, William (1934). 《Lehrbuch der Topologie》 (독일어). Teubner. JFM 60.0496.05. Zbl 0009.08601.
  - 《위상수학 교재》
- Seifert, Herbert; Threlfall, William (1938). 《Variationsrechnung im Großen (Theorie der Marston Morse)》. Hamburger mathematische Einzelschriften (독일어) 24. Teubner. JFM 64.0499.02. Zbl 0021.14103.
  - 《대역적 변분법 (모스 이론)》

## 같이 보기
- 자이페르트 곡면

## 참고 문헌
1. ↑  Seifert, Herbert (1933). “Topologie dreidimensionalen gefaserter Räume”. 《Acta Mathematica》 (독일어) 60: 147-238. JFM 59.1241.02.